# Cheick Fantamady Camara
Cheick Fantamady Camara (Conakry, 1960 – Parigi, 7 gennaio 2017) è stato un regista e attore guineano.

## Biografia
Nato nel 1960 a Conakry - inizialmente autodidatta - si dedica alla regia dopo aver frequentato un corso di sceneggiatura all'INA e uno di regia all'École nationale supérieure Louis-Lumière. Dopo aver girato nel 2000 Konorofili, il suo primo cortometraggio, seguito nel 2004 da Bé Kunko, debutta nel lungometraggio con Il va pleuvoir sur Conakry, che gli vale il premio del pubblico RFI al Festival Panafricain du Cinéma de Ouagadougou 2007 e il Prix Ousmane Sembène nel 2008 a Khouribga, in Marocco.
Il suo secondo lungometraggio, Morbayassa, racconta il viaggio di una prostituta alla ricerca della figlia.
Muore a Parigi nel 2017 dopo una lunga malattia.

## Filmografia

### Regista
- Konorofili (ou anxiété) - cortometraggio (2000)
- Be kunko - cortometraggio (2005)
- Il va pleuvoir sur Conakry (2007)
- Morbayassa (2014)

### Attore
- Le Cinéma africain (1999)
- Mambéty for ever (2008)